# Raindorf (Veitsbronn)

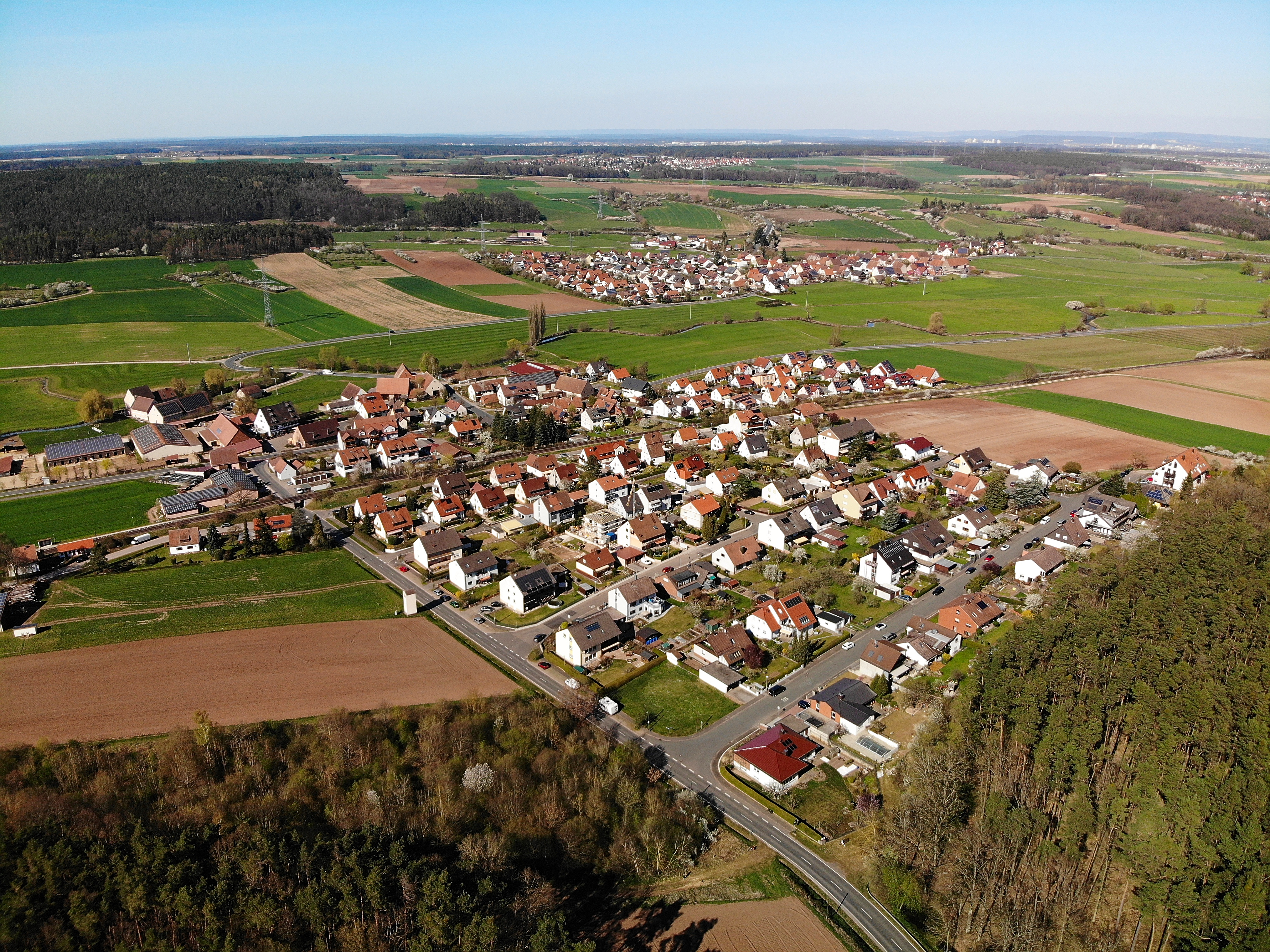
Luftaufnahme von Raindorf (2020)

Raindorf (fränkisch: Rah-doaf) ist ein Gemeindeteil der Gemeinde Veitsbronn im Landkreis Fürth (Mittelfranken, Bayern). Raindorf liegt in der Gemarkung Horbach.

## Geographie
Das Dorf liegt an der Zenn 3 km westsüdwestlich vom Veitsbronner Ortskern im westlichen Teil des Gemeindegebiets. Im Süden grenzt das Flurgebiet Auf der Höhe an. Die Kreisstraße FÜ 17 verläuft am Göckershof vorbei nach Langenzenn (3,8 km westlich) bzw. am Kagenhof vorbei nach Siegelsdorf (2,2 km östlich). Die Kreisstraße FÜ 2 führt nach Seckendorf (2,4 km südlich). Eine Gemeindeverbindungsstraße führt nach Retzelfembach (0,6 km nordöstlich). Der Ort hat einen Haltepunkt an der Zenngrundbahn.

## Geschichte
Werkzeugfunde aus der Mittelsteinzeit südlich von Raindorf sowie nordöstlich von Kagenhof belegen eine urgeschichtliche Besiedlung dieses Teils des Zenntals. Nordwestlich von Raindorf im Hardwald befindet sich ein einige tausend Jahre jüngeres Hügelgrab aus der Hallstattzeit.
Die dauerhafte Besiedlung dieses Gebiets dürfte im 7. oder 8. Jahrhundert durch fränkische Siedler erfolgt sein, Raindorf wurde vermutlich gegen Ende des 8. oder Anfang des 9. Jahrhunderts angelegt. Die erste urkundlich bekannte Erwähnung erfolgte im Jahr 1265 in einer Verkaufsurkunde, als die Nürnberger Burrgrafen vom Stift Ellwangen einen Hof in „Reindorf“ erwarben. Als Besitzer dieses burggräflichen Hofs sind unter anderem Fredericus de Raindorf (um 1300) und Heinrich Ochs von Treuschendorf (1342) namentlich bekannt. Das Bestimmungswort des Ortsnamens ist das althochdeutsche Wort „rain“ (=Abhang, abschüssiger Grenzstreifen). Tatsächlich liegt das Dorf am Fuß eines Abhangs.
Im Ersten Markgrafenkrieg hatte Rainberg im August 1449 unter einem Nürnberger Raubüberfall zu leiden. Gegen Ende des Dreißigjährigen Kriegs (1618–1648) lag der Ort fast wüst, nur noch zwei Familien lebten in Raindorf. Nach 1650 siedelten sich protestantische Exulanten aus Oberösterreich auch in Raindorf an, sodass der Ort 1667 bereits acht Familien zählte. Es gab zu dieser Zeit mindestens vier Grundherren.
Während des Siebenjährigen Kriegs (1756–1763) bezog ein preußisches Freikorps mit etwa 1800 Mann in der Nähe ein Lager und trieb Kontributionen ein.
Gegen Ende des 18. Jahrhunderts gab es in Raindorf 8 Anwesen. Das Hochgericht und die Dorf- und Gemeindeherrschaft übte das brandenburg-ansbachische Stadtvogteiamt Langenzenn aus. Grundherren waren das Fürstentum Ansbach (Kastenamt Cadolzburg: 1 Hof, Klosteramt Langenzenn: 2 Höfe), die Deutschordenskommende Nürnberg (2 Höfe), das Dompropsteiamt Fürth (1 Hof, 1 Mühle) und der Nürnberger Eigenherr von Holzschuher (1 Halbhof).
Durch den Verkauf der Fürstentümer Ansbach und Bayreuth im Jahr 1791 an Preußen ergab sich auch für das ansbachische Raindorf kurzzeitig eine Verwaltungsänderung. Infolge der Napoleonischen Kriege gab es wieder Einquartierungen und Kontributionsforderungen, außerdem kam das Fürstentum nach dem Vierten Koalitionskrieg an das 1806 gegründete Königreich Bayern. 
Von 1797 bis 1808 unterstand der Ort dem Justiz- und Kammeramt Cadolzburg. Im Rahmen des Gemeindeedikts wurde Raindorf dem 1808 gebildeten Steuerdistrikt Seukendorf und der im selben Jahr gegründeten Ruralgemeinde Horbach zugeordnet.
Die 1872 eröffnete Zenngrundbahn erleichterte die weitere Ortsentwicklung und dank nahegelegener, ausbeutungswürdiger Tonvorkommen entstand 1897 die erste von drei Ziegeleien im Ort. Wenig später kam es auch zur Technisierung der Landwirtschaft, als sich die Bauern von Raindorf, Kagenhof und Bernbach 1905 zu einer Dampfdreschgenossenschaft zusammenschlossen, eine Dreschmaschine anschufen und ein Maschinenhaus errichteten.
Während des Zweiten Weltkriegs kam es im August 1943 durch einen Fliegerangriff zu Bränden von drei Scheunen samt Stallungen. 

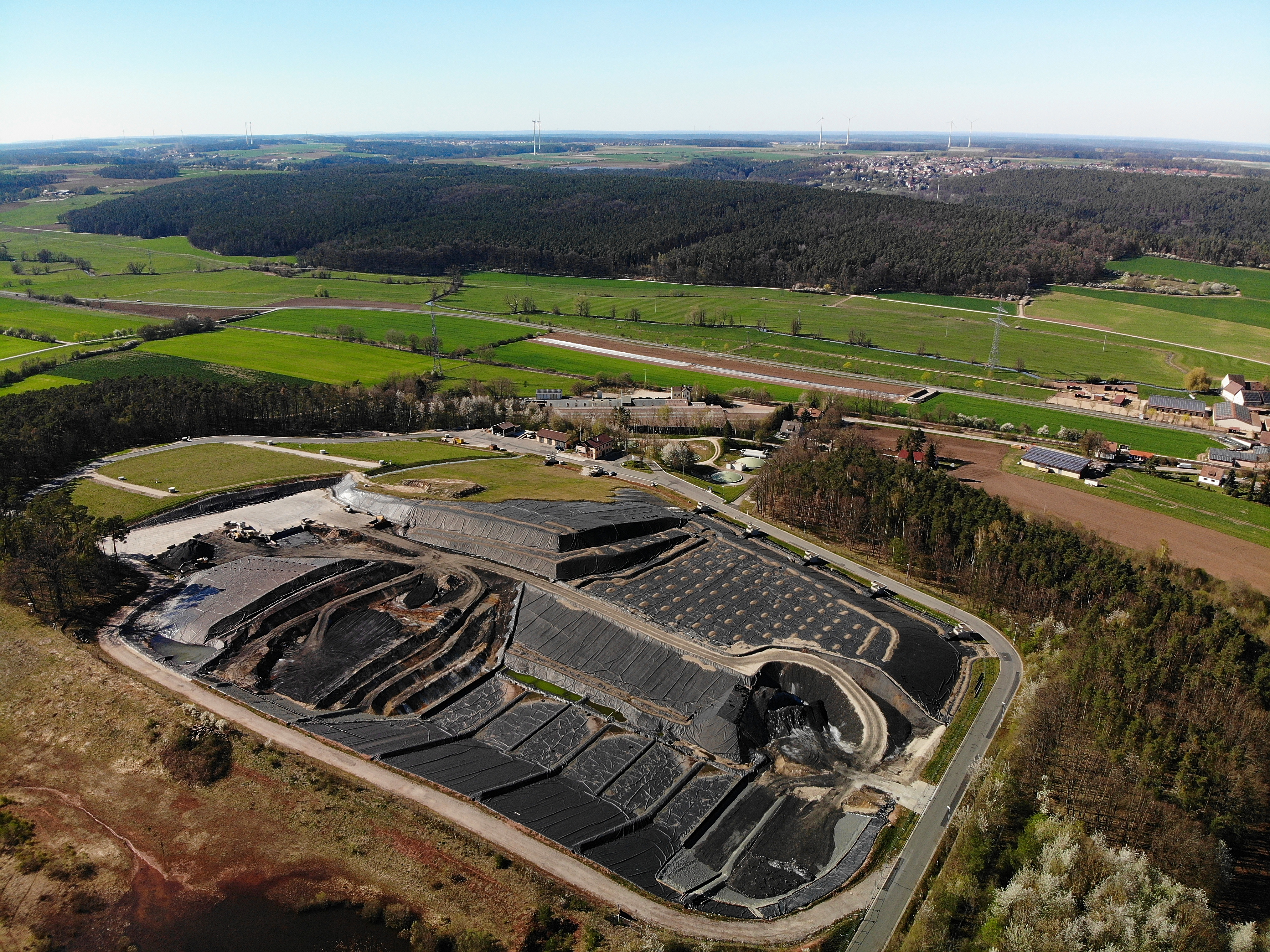
Luftaufnahme der Sondermülldeponie bei Raindorf (2020)

Nach dem Krieg kam es zu einem weiteren wirtschaftlichen Wandel. Durch weitere Fortschritte ging die Zahl der in der Landwirtschaft Beschäftigten zurück und 1971 schloss die seit Jahrhunderten bestehende Raindorfer Mühle. Auf dem Gelände des 1969 geschlossenen und anschließend abgerissenen Tonwerks bestand von 1978 bis 2014 eine Verzinkerei. Aus der ehemaligen Tongrube südwestlich des Ortes entstand 1984 die Sondermülldeponie Raindorf.
Bei der Eingemeindung von Horbach nach Langenzenn zum 1. Mai 1978 im Rahmen einer Gebietsreform gab es einen Bürgerentscheid, in dem sich die Mehrheit der Raindorfer Einwohner für eine Eingliederung zur näher gelegenen Gemeinde Veitsbronn aussprachen.
Seit der Schließung des Gasthofs im Jahr 1995 hat sich das 1978 in Eigenleistung errichtete Feuerwehrhaus der im März 1901 gegründeten Freiwilligen Feuerwehr zum kulturellen Zentrum des Ortes entwickelt.

### Baudenkmal
- Dorfstraße 12/14: Doppelbauernhaus[9]

### Einwohnerentwicklung
| Jahr      | 001818 | 001840 | 001861 | 001871 | 001885 | 001900 | 001925 | 001950 | 001961 | 001970 | 001987 | 002022 |
| Einwohner | 67     | 73     | 79     | 81     | 74     | 134    | 113    | 171    | 236    | 273    | 369    | 456    |
| Häuser    | 10     | 10     |        |        | 14     | 16     | 18     | 19     | 43     |        | 85     |        |
| Quelle    | [ 11 ] | [ 12 ] | [ 13 ] | [ 14 ] | [ 15 ] | [ 16 ] | [ 17 ] | [ 18 ] | [ 19 ] | [ 20 ] | [ 21 ] | [ 1 ]  |

## Religion
Der Ort ist seit der Reformation evangelisch-lutherisch geprägt und bis heute in die Langenzenner Trinitatiskirche gepfarrt. Die Einwohner römisch-katholischer Konfession waren ursprünglich nach St. Michael in Wilhermsdorf gepfarrt, heute ist die Pfarrei St. Marien in Langenzenn zuständig.